# Psapharochrus bialbomaculatus
Psapharochrus bialbomaculatus là một loài bọ cánh cứng trong họ Cerambycidae.